# Persone di nome Michal/Calciatori
| Questa pagina contiene informazioni ricavate automaticamente dalle voci biografiche con l'ausilio del template Bio e di un bot. L'aggiornamento è periodico e automatico e ricostruisce completamente la pagina. Se manca una persona in questa lista, sei pregato di non aggiungerla, ma accertati piuttosto che la sua voce biografica contenga il template Bio e che i dati anagrafici siano correttamente compilati. Se il template Bio manca, inseriscilo tu stesso o, in alternativa, metti l'avviso {{tmp\|Bio}} che ne segnala la mancanza. Se i dati riportati sono sbagliati, correggi direttamente la voce biografica; le modifiche saranno visibili in questa lista entro pochi giorni. Per chiarimenti vedi il progetto antroponimi. La lista contiene solo le 57 persone che sono citate nell'enciclopedia e per le quali è stato implementato correttamente il template Bio. Pagina aggiornata al 22 giu 2025. |

Questa è una lista di persone presenti nell'enciclopedia che hanno il nome Michal e sono calciatori.

## B(5)
- Michal Belej, ex calciatore e ex giocatore di calcio a 5 ceco (Jevíčko, n. 1982)
- Michal Benedikovič, calciatore cecoslovacco (Trnava, n. 1923 - † 2007)
- Michal Beran, calciatore ceco (n. 2000)
- Michal Bezpalec, calciatore ceco (Strakonice, n. 1996)
- Michal Breznaník, calciatore slovacco (Revúca, n. 1985)

## D(1)
- Michal Daněk, calciatore ceco (Plzeň, n. 1983)

## F(4)
- Michal Faško, calciatore slovacco (Brezno, n. 1994)
- Michal Filo, calciatore slovacco (Dubnica nad Váhom, n. 1984)
- Michal Frydrych, calciatore ceco (Hustopeče nad Bečvou, n. 1990)
- Michal Fukala, calciatore ceco (Frýdek-Místek, n. 2000)

## H(3)
- Michal Hanek, calciatore slovacco (Trenčín, n. 1980)
- Michal Hlavatý, calciatore ceco (Hořovice, n. 1998)
- Michal Hubínek, calciatore ceco (n. 1994)

## J(4)
- Michal Janec, calciatore slovacco (Žilina, n. 1992)
- Michal Jeřábek, calciatore ceco (Praga, n. 1993)
- Michal Jonec, calciatore slovacco (n. 1996)
- Michal Jonáš, ex calciatore slovacco (Senica, n. 1986)

## K(9)
- Michal Kadlec, ex calciatore ceco (Vyškov, n. 1984)
- Michal Klec, calciatore slovacco (n. 1995)
- Michal Klesa, calciatore ceco (Praga, n. 1983)
- Michal Kohút, calciatore ceco (Uherské Hradiste, n. 2000)
- Michal Kolomazník, ex calciatore ceco (Brno, n. 1976)
- Michal Kordula, ex calciatore ceco (Ratíškovice, n. 1978)
- Michal Krmenčík, calciatore ceco (Kraslice, n. 1993)
- Michal Kubala, ex calciatore slovacco (Levice, n. 1980)
- Michal Kukučka, calciatore slovacco (Nové Mesto nad Váhom, n. 2002)

## M(3)
- Michal Macek, calciatore ceco (Příbram, n. 1981)
- Michal Malý, calciatore ceco (n. 1987)
- Michal Meduna, calciatore ceco (Pardubice, n. 1981)

## N(1)
- Michal Nguyễn, calciatore ceco (Litvínov, n. 1989)

## O(2)
- Michal Obročník, calciatore slovacco (Rimavská Sobota, n. 1991)
- Michal Ordoš, calciatore ceco (Znojmo, n. 1983)

## P(6)
- Michal Pančík, ex calciatore slovacco (Brezno, n. 1971)
- Michal Pančík, calciatore slovacco (Brezno, n. 1982)
- Michal Papadopulos, ex calciatore ceco (Ostrava, n. 1985)
- Michal Peškovič, ex calciatore slovacco (Partizánske, n. 1982)
- Michal Pospíšil, ex calciatore ceco (Praga, n. 1979)
- Michal Pávek, calciatore ceco (n. 1985)

## R(2)
- Michal Ranko, calciatore slovacco (Trenčín, n. 1994)
- Michal Reichl, calciatore ceco (n. 1992)

## S(5)
- Michal Sadílek, calciatore ceco (Uherské Hradiště, n. 1999)
- Michal Sipľak, calciatore slovacco (Bardejov, n. 1996)
- Michal Smejkal, ex calciatore ceco (Plzeň, n. 1986)
- Michal Surzyn, calciatore ceco (n. 1997)
- Michal Sáček, calciatore ceco (Hustopeče, n. 1996)

## T(2)
- Michal Tomič, calciatore slovacco (Skalica, n. 1999)
- Michal Trávník, calciatore ceco (Mutěnice, n. 1994)

## V(2)
- Michal Vepřek, ex calciatore ceco (n. 1985)
- Michal Vorel, ex calciatore ceco (Praga, n. 1975)

## Ď(1)
- Michal Ďuriš, calciatore slovacco (Uherské Hradiště, n. 1988)

## Š(6)
- Michal Škoda, calciatore ceco (Praga, n. 1988)
- Michal Špit, ex calciatore ceco (Praga, n. 1975)
- Michal Švec, ex calciatore ceco (Praga, n. 1987)
- Michal Ševčík, calciatore ceco (Třebíč, n. 2002)
- Michal Šmíd, ex calciatore ceco (n. 1986)
- Michal Šulla, calciatore slovacco (Myjava, n. 1991)

## Ž(1)
- Michal Žižka, calciatore ceco (Praga, n. 1981)